# Asim Chaudhry
Asim Chaudhry est un acteur, scénariste et réalisateur britannique né le 24 novembre 1986 à Londres en Angleterre, il est aussi d'origine Pakistanaise.

## Filmographie

### Acteur

#### Cinéma
- 2014 : Paddington : l'agent de sécurité
- 2016 : Chubby Funny : Arash
- 2016 : Donald Mohammed Trump : Donald Mohammed Trump
- 2017 : British Airways Safety Video: Director's Cut : le directeur du service vidéo
- 2018 : Love Pool : Ali le conducteur de taxi
- 2018 : Eaten by Lions : Irfan
- 2018 : Happy New Year, Colin Burstead : Sham
- 2018 : Black Mirror: Bandersnatch : Mohan Thakur
- 2019 : Greed : Frank le dresseur de lion
- 2020 : Wonder Woman 1984 : Roger
- 2021 : People Just Do Nothing: Big in Japan : Chabuddy G
- 2021 : La Vie extraordinaire de Louis Wain : Herbert Railton
- 2022 : Et l'amour dans tout ça ? : Mo le marieur
- 2022 : The Honeymoon : Bav
- 2023 : The Actor
- 2023 : Les Gardiens de la Galaxie Vol. 3 : Teefs (voix et capture de mouvement)
- 2025 : The Actor de Duke Johnson

#### Télévision
- 2012 : BBC Comedy Feeds : Chabuddy G (1 épisode)
- 2014 : Cuckoo : un serveur (1 épisode)
- 2015 : W1A : l'agent de sécurité (1 épisode)
- 2015 : Comedy Blaps : Arnab (1 épisode)
- 2015 : Chicken Shop Date : Chabuddy G (1 épisode)
- 2015-2016 : Hoff the Record : Terry Patel (12 épisodes)
- 2016 : Lucky Man : Syed (1 épisode)
- 2016 : Espions d'État : Trevor (1 épisode)
- 2020 : Hitmen : Charles (4 épisodes)
- 2022 : Sandman : Abel (2 épisodes)

### Scénariste
- 2012 : BBC Comedy Feeds (1 épisode)
- 2014-2018 : People Just Do Nothing (27 épisodes)
- 2015-2016 : Hoff the Record (11 épisodes)
- 2018 : Love Pool
- 2021 : People Just Do Nothing: Big in Japan

### Réalisateur
- 2018 : Love Pool